# Балашевич Йосип
Балашевич Йосип Тимофійович (рік народження і смерті невідомі) — український майстр-ливарник XVII — початку XVIII століття. Працював у Глухові. Батько Балашевича Карпа.

## Роботи
Він виливав гармати, прикрашені орнаментом, в якому переважали народні мотиви, зображення птахів і звірів, а також картушами з написами та гербами (два з них зберігаються в Ермітажі в Ленінграді).